# Мінс-Байт
Мінс-Байт (англ. Ming's Bight) — містечко в Канаді, у провінції Ньюфаундленд і Лабрадор.

## Населення
За даними перепису 2016 року, містечко нараховувало 319 осіб, показавши скорочення на 4,2%, порівняно з 2011-м роком. Середня густина населення становила 84,4 осіб/км².
З офіційних мов обидвома одночасно володіли 5 жителів, тільки англійською — 315.
Працездатне населення становило 59,4% усього населення, рівень безробіття — 24,4% (14,8% серед чоловіків та 40% серед жінок). 95,1% осіб були найманими працівниками, а 0% — самозайнятими.

## Клімат
Середня річна температура становить 3,1°C, середня максимальна – 18,6°C, а середня мінімальна – -14,2°C. Середня річна кількість опадів – 1 142 мм.
| Клімат поселення                              | Клімат поселення | Клімат поселення | Клімат поселення | Клімат поселення | Клімат поселення | Клімат поселення | Клімат поселення | Клімат поселення | Клімат поселення | Клімат поселення | Клімат поселення | Клімат поселення | Клімат поселення |
| Показник                                      | Січ.             | Лют.             | Бер.             | Квіт.            | Трав.            | Черв.            | Лип.             | Серп.            | Вер.             | Жовт.            | Лист.            | Груд.            |                  |
| Середній максимум, °C                         | −3,36            | −3,97            | 0,24             | 5,61             | 10,66            | 16,05            | 18,56            | 18,20            | 14,08            | 8,66             | 3,88             | −1,69            |                  |
| Середня температура, °C                       | −8,47            | −9,06            | −4,85            | 0,52             | 5,56             | 10,97            | 15,32            | 14,94            | 10,83            | 5,38             | 0,62             | −4,96            |                  |
| Середній мінімум, °C                          | −13,54           | −14,16           | −9,96            | −4,58            | 0,48             | 5,88             | 12,04            | 11,68            | 7,57             | 2,13             | −2,64            | −8,21            |                  |
| Норма опадів, мм                              | 98               | 89               | 80               | 78               | 85               | 104              | 88               | 106              | 97               | 114              | 101              | 102              |                  |
| Середньомісячна швидкість вітру, м/с          | 6.61             | 6.21             | 6.10             | 5.58             | 5.07             | 4.84             | 4.50             | 4.66             | 5.22             | 5.62             | 6.20             | 6.62             |                  |
| Середньомісячна сонячна радіація, кДж/м²·день | 3590             | 6597             | 10734            | 14348            | 17418            | 18864            | 18517            | 15529            | 11314            | 6676             | 3716             | 2688             |                  |
| --------------------------------------------- | ---------------- | ---------------- | ---------------- | ---------------- | ---------------- | ---------------- | ---------------- | ---------------- | ---------------- | ---------------- | ---------------- | ---------------- | ---------------- |
| Джерело:                                      |                  |                  |                  |                  |                  |                  |                  |                  |                  |                  |                  |                  |                  |